# Юдин (фамилия)
Ю́дин — русская и еврейская фамилия. Форма женского рода — Ю́дина. В списке общерусских фамилий занимает 166-е место.
Фамилия происходит от имени Юда — народной формы имени Иуда (имя Иуда было крестильным, от имени Апостола Иуды Иаковлева, согласно православной традиции — сына святого Иосифа от первой жены).
В общероссийском гербовнике в разделе «Гербы Лейб-компании обер- и унтер-офицеров и рядовых (1914)» имеется герб лейб-компанца Юдина Алексея от 25 ноября 1751 года. Кроме этого, существует герб подпоручика Аполлинария Юдина от 17 февраля 1850 года.